# Gwon Ik-hyeon
Gwon Ik-hyeon (koreanisch 권익현; * 19. Februar 1920; † 2002) war ein südkoreanischer Radrennfahrer.

## Sportliche Laufbahn
Gwon Ik-hyeon war im Straßenradsport aktiv und Teilnehmer der Olympischen Sommerspiele 1948 in London. Das olympische Straßenrennen beendete er nicht. 1952 in Helsinki nahm er zum zweiten Mal an Olympischen Spielen teil. Im olympischen Straßenrennen war er ausgeschieden. In der Mannschaftswertung kam Südkorea mit Kim Ho-sun, Im Sang-jo, und Gwon Ik-Hyeon nicht in die Wertung, da alle drei Fahrer ausgeschieden waren. Über sein weiteres Leben und seine sportlichen Erfolge ist nichts bekannt.